# Roumanie aux Jeux olympiques d'été de 1936
La Roumanie participe à ses 4e Jeux olympiques d'été. En dépit d’une délégation conséquente de 56 athlètes présents dans de nombreux sports, les Roumains ne ramènent de Berlin qu’une médaille d‘argent obtenue par le cavalier Henri Rang en Équitation, dans l’épreuve du saut d’obstacles. 

## Liste des médaillés roumains
| Médaille          | Athlète    | Sport      | Épreuve                    |
| ----------------- | ---------- | ---------- | -------------------------- |
| Médaille d'argent | Henri Rang | Équitation | Saut d’obstacle individuel |

## Sources
- (fr) Roumanie sur le site du Comité international olympique
- (en) Roumanie aux Jeux olympiques d'été de 1936 sur Olympedia.org